# Frederik van Sleeswijk-Holstein-Sonderburg-Augustenburg

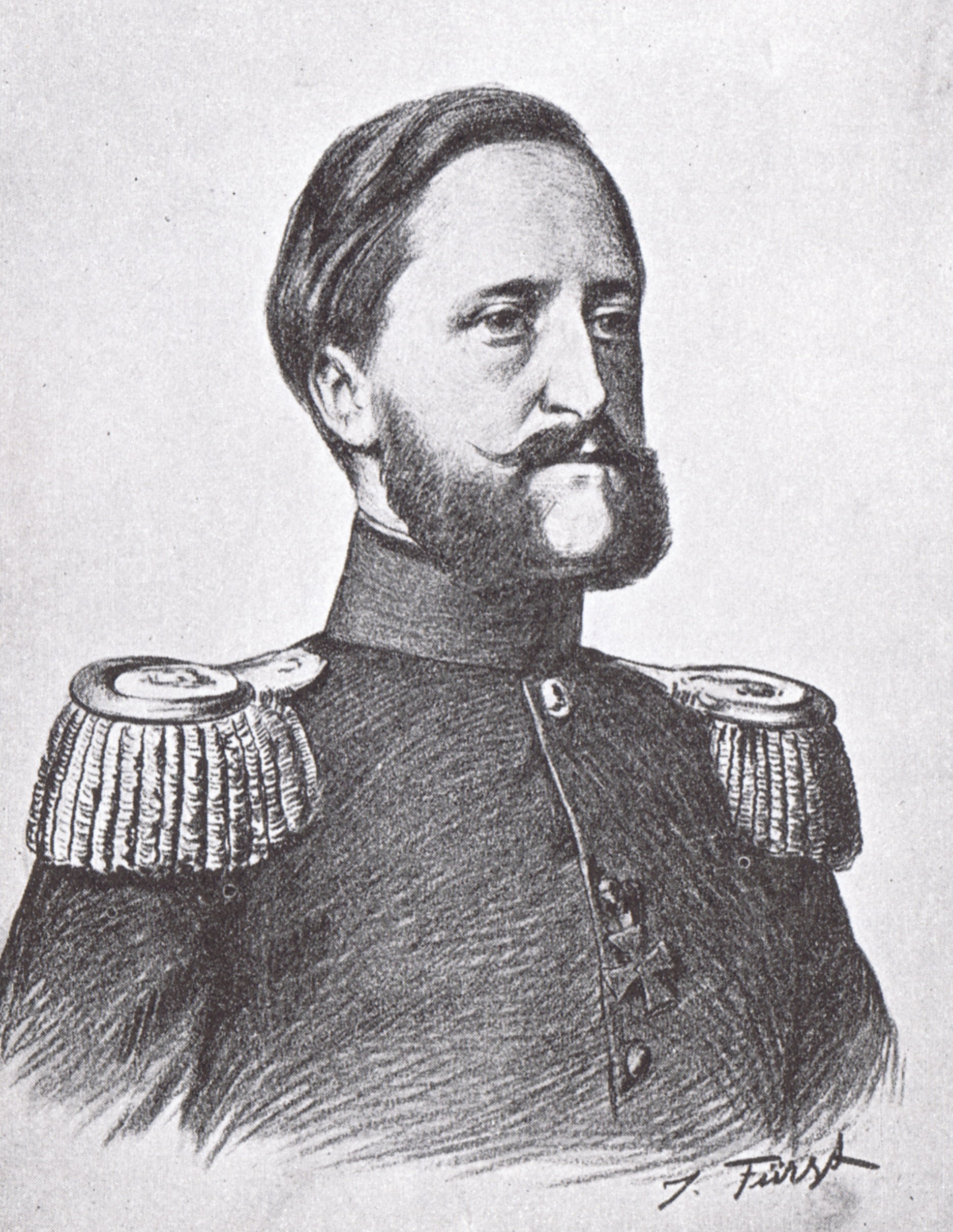
Frederik van Sleeswijk-Holstein-Sonderburg-Augustenburg

Frederik Christiaan August van Sleeswijk-Holstein-Sonderburg-Augustenburg (Slot Augustenborg, 6 juli 1829 — Wiesbaden, 14 januari 1880), hertog van Sleeswijk-Holstein-Sonderburg-Augustenburg, was de zoon van hertog Christiaan van Sleeswijk-Holstein-Sonderburg-Augustenburg. Hij stond ook wel bekend onder de naam “Frits Holstein”.

## Hertogschap
Frederik was het zesde kind uit een gezin van acht kinderen. Hij had nog één oudere broer, die al op jonge leeftijd was gestorven, en een jongere broer, Christiaan, die door zijn huwelijk lid werd van de Britse koninklijke familie. Verder had hij nog vijf zussen. Als oudste zoon volgde Frederik zijn vader op als hertog van Sleeswijk-Holstein-Sonderburg-Augustenburg.
Op 15 november 1863 claimde Frederik in Sleeswijk-Holstein de opvolger van de kinderloos gestorven koning Frederik VII van Denemarken te zijn. Hij riep zichzelf uit tot "hertog Frederik VIII van Sleeswijk en Holstein". Zijn vader had in ruil voor geld zijn claim neergelegd, maar Frederik vond dat dit niet zijn beslissing was geweest en hij zijn rechten dus nog had. Frederik werd in zijn claim gesteund door de Duitse nationalistische bewegingen, die vonden dat Sleeswijk-Holstein op zichzelf een land moest zijn in de Duitse Bond. Het conflict mondde uit in de Tweede Duits-Deense Oorlog, waarin de Duitse nationalisten steun kregen van Oostenrijk en Pruisen. De oorlog werd gewonnen door Oostenrijk en Pruisen. Zij kregen samen het bestuur van Sleeswijk en Holstein, maar konden het daar niet over eens worden. Ze besloten het gebied op te delen: Holstein werd bij Oostenrijk gevoegd en Sleeswijk bij Pruisen. Hierbij werden Frederik en de Duitse Bond gepasseerd. Frederik won uiteindelijk niets bij al dit getouwtrek, ondanks dat bleven Frederik en zijn erfgenamen de titel “hertog van Sleeswijk-Holstein” gebruiken. Later gingen deze titels over op de erfgenamen van de oudere broer van koning Christiaan IX van Denemarken.

## Huwelijk en gezin
Frederik trouwde op 11 september 1856 te Langenburg in Württemberg prinses Adelheid “Ada” van Hohenlohe-Langenburg, een zus van Hermann zu Hohenlohe-Langenburg en een kleindochter van Victoria van Saksen-Coburg-Saalfeld. Frederik en Adelheid kregen zeven kinderen; drie zonen en vier dochters. Van de drie zonen stierven er twee op zeer jonge leeftijd. 
- Frederik (1857-1858)
- Augusta Victoria (1858-1921), getrouwd met keizer Wilhelm II van Duitsland
- Caroline Mathilde (1860-1932)
- Gerard (20 januari – 11 april 1862)
- Ernst Günther (1863-1921), volgde zijn vader op als hertog van Sleeswijk-Holstein-Sonderburg-Augustenburg
- Louise (1866-1952), getrouwd met Frederik Leopold van Pruisen, zoon van prins Frederik Karel
- Feodora Adelheid (1874-1910)

Hij stierf op 50-jarige leeftijd.